# 林賽·霍伊爾
林賽·霍伊爾爵士（1957年6月10日—）是一位英國政治人物，他以前的黨籍是工黨。自1997年開始，他擔任喬利選區選出的英國下議院議員。2010年獲選該院副議長，再於2019年獲選議長，並因而脫離工黨。他的父親道格·霍伊爾曾任英國上議院議員。